# L'Honneur d'un capitaine
Pour plus de détails, voir Fiche technique et Distribution.
L'Honneur d'un capitaine est un film de procès français réalisé par Pierre Schoendoerffer, sorti en 1982. Avec Jacques Perrin, Nicole Garcia, Georges Wilson, Charles Denner, Claude Jade et Robert Etcheverry.

## Synopsis
Lors d'un débat télévisé sur la guerre d'Algérie au début des années 1980, le professeur Paulet (Jean Vigny) dénonce les méthodes du capitaine Caron (Jacques Perrin), tué au combat en 1957. La veuve du capitaine, Patricia (Nicole Garcia), intente un procès en diffamation à Paulet. Elle est représentée par son oncle bâtonnier (Georges Wilson) et par une amie, la jeune avocate Maître Valouin (Claude Jade) de Quimper ; Paulet, lui, est défendu par Maître Gillard (Charles Denner). 
Le procès passe au crible les dix-neuf jours de commandement de Caron, dont Paulet prétend qu'ils ont commencé par l'exécution d'un traître algérien. Les anciens de la compagnie se succèdent à la barre. En fait, le capitaine est arrivé à la tête du bataillon seulement le lendemain de l'exécution, afin de rétablir l'ordre. Dix-huit jours de commandement et non dix-neuf, souligne l'avocate Valouin : Caron n'est donc pas responsable de cette mort. 
L'attention se porte alors sur une opération menée par Caron lors de laquelle un fellagha a été fait prisonnier et exécuté. Patricia et ses avocats démontrent que l'exécution est l'effet d'une méprise de son ordre « descendez-le » donné à la radio par Caron. Il ordonne d'emmener le prisonnier jusqu'à son PC, en contrebas de son lieu de capture, de le descendre d'une colline. 
Ne s'avouant pas vaincu, Paulet met encore le capitaine en cause en dénonçant la disparition d'un villageois proche des fellaghas. La culpabilité de Caron n'est pas davantage prouvée. Le professeur est finalement condamné à un franc symbolique pour diffamation. Patricia a sauvé « l'honneur d'un capitaine ». Le dernier dialogue du film nuance les responsabilités respectives.

## Fiche technique
- Titre : L'Honneur d'un capitaine
- Réalisateur : Pierre Schoendoerffer
- Scénario : Jean-François Chauvel - Pierre Schoendoerffer et Daniel Yonnet
- Photographie : Bernard Lutic
- Musique originale : Philippe Sarde
- Montage : Michèle Lavigne
- Sociétés de Production : Bela Productions et TF1 Films Production
- Producteur : Georges de Beauregard
- Création des décors : Jean-Pierre Lamboley et Frederick Nery
- Création des costumes : Henriette Mestari
- Maquillage : Laurent Groffe et Serge Groffe
- Assistants-réalisateurs : Marc Barbault - Philippe Charigot et Hugues de Rozière
- Technicien du son : Raymond Adam et Patrick Bordes
- Effets spéciaux : Michel Naudin
- Affiche Philippe Lemoine
- Département musique : William Flageollet
- Divers : Nicole Heitzmann, comptable production
- Genre : drame, guerre
- Durée : 117 minutes
- Dates de sortie : 29 septembre 1982

## Distribution
- Nicole Garcia : la veuve Patricia Caron
- Jacques Perrin : le Capitaine Caron
- Charles Denner : l'Avocat Gillard
- Georges Wilson : le Bâtonnier
- Claude Jade : l'Avocate Valouin
- Robert Etcheverry : le Commandant Guilloux
- Christophe Malavoy : Antomarchi
- Georges Marchal : Général Keller
- Jean-François Poron : Jakez
- Jean Vigny : le Professeur Paulet
- Patrick Chauvel : Schuster
- Hubert Gignoux : le juge
- Jean-Pol Dubois : Mr. Dubois
- Florent Pagny : La Ficelle
- Cyril Barbé : un soldat infirmier
- Alain Bastien-Thiry : Pierre Caron
- Éric Baugin
- Patrick Baugin
- Pierre Belot
- Jean Depussé : Adjudant
- Bruno Du Louvat
- Pierre Fabre
- Alain Floret
- Pierre Fromont : le Général Garnier
- Marc Henry : Mr. Riton
- Harold Minh : Mr. Minh
- André Peron
- Pascal Pistacio
- Ludovic Schoendoerffer
- Brime Souaré : Mr. Bhama
- Yves Thuillier
- Nicolas Tronc

## Critique
Test Blu Ray Critique 2022: La sortie de L’Honneur d’un capitaine s’est accompagnée d’un petit parfum de scandale, car il ne faisait pas bon de reparler de « la guerre sans nom ». Le personnage principal du film de Pierre Schoendoerffer, apprend brutalement que son mari, qu’elle a en réalité à peine connu, n’était peut-être pas irréprochable, mais décide tout de même de défendre sa mémoire. L’ensemble vaut pour les divers flash-backs qui retracent les derniers jours du Capitaine Caron, qui manquent certainement de moyens, mais qui n’en restent pas moins rigoureux dans la reconstitution du conflit armé, ainsi que pour la très grande classe du casting, Nicole Garcia et Jacques Perrin donc, mais aussi Charles Denner et Georges Wilson qui se livrent à un duel captivant, où s’incruste la douce Claude Jade. Parmi les seconds voire troisièmes couteaux, se distinguent Christophe Malavoy et Florent Pagny, qui seront à l’affiche la même année dans La Balance de Bob Swaim. 